# Klapmuts
Klapmuts è un centro abitato sudafricano situato nella municipalità distrettuale di Cape Winelands nella provincia del Capo Occidentale.

## Geografia fisica
Il centro sorge lungo la R45 tra Kraaifontein e Paarl, a circa 45 chilometri a nord-est di Città del Capo in una produttiva area viticola. Prende il nome da una vicina collina nota come Klapmutskop.